# Ganxi, Guizhou
Ganxi är en ort i Kina. Den ligger i provinsen Guizhou, i den sydvästra delen av landet, omkring 170 kilometer öster om provinshuvudstaden Guiyang.